# Dwuprzysadkowe
Dwuprzysadkowe (Dignatha) – takson wijów, obejmujący dwuparce i skąponogi.
Charakterystyczną cechą tych wijów jest brak odnóży (przydatków) na zaszczękowym segmencie ciała. Oznacza to, że brak u nich szczęk drugiej pary, a otwór gębowy odgraniczony jest z tyłu tylko szczękami I pary. Część naukowców uważa jednak, że gantochilarium dwuparców jest budowane również przez szczęki II pary – w takim przypadku za apomorfię aparatu gębowego Dignatha uznać należy obecność płytki międzyszczękowej, połączonej ze szczękami. Monofiletyzm grupy potwierdzają też: położenie ujść przewodów nasiennych na stożkowatych penisach, obecność po wylęgu nieruchomego stadium rozwojowego oraz tylko 3 pary odnóży u pierwszego stadium ruchomego. Ponadto dwuparce łączą z Hexamerocerata przetchlinki zlokalizowane u nasady nóg i otwierające się do, pełniących funkcję apodem, kieszonek tchawkowych.
Najstarsze znane skamieniałości wijów, pochodzą z górnego syluru i należą do dwuparców, a więc dwuprzysadkowych.